# Trochosa presumptuosa
Trochosa presumptuosa este o specie de păianjeni din genul Trochosa, familia Lycosidae. A fost descrisă pentru prima dată de Holmberg, 1876. Conform Catalogue of Life specia Trochosa presumptuosa nu are subspecii cunoscute.